# Puttkamerowie

Putkamer (herb szlachecki)
według Gajla

Putkamer (herb szlachecki)
według Hildebrandta

Puttkamerowie (von Puttkamer) – pomorska rodzina, która uległa germanizacji w pierwszej połowie XVI wieku.
Istnieje hipoteza, iż Puttkamerowie są potomkami rodu Święców, którzy zniknęli z areny politycznej mniej więcej wówczas, gdy pojawiło się nazwisko Puttkamer, stanowiące zniemczoną formę wyrazu „podkomorzy”. Za tą hipotezą przemawia także fakt, iż Święcowie piastowali także stanowisko podkomorzych. Ponadto zarówno Święcowie, jak i Puttkamerowie posługiwali się herbem własnym, którego godłem jest rybogryf.
Piotr Święca oraz jego bracia Jaśko i Wawrzyniec zawarli w 1307 roku układ z margrabiami brandenburskimi, w którym obiecali im ułatwić opanowanie Pomorza Gdańskiego. Piotr z Nowego został zimą 1307/1308 uwięziony przez Władysława Łokietka, co nie zapobiegło najazdowi brandenburskiemu. Główna linia Święców wygasła wkrótce po 1357 roku. Boczna ich gałąź o przydomku „Podkomorzy” znana była później jako von Puttkamer.
Z czasem Puttkamerowie stali się jedną z najbogatszych rodzin możnowładztwa pomorskiego. Majątki rodowe Puttkamerów znajdowały się głównie na terenie ziemi miasteckiej i słupskiej, a centrum ich włości stanowił Radusz, a od XV wieku Barnowo, leżące 2 km od Kołczygłów.

## Przedstawiciele
- Ellinor von Puttkamer
- Georg Ludwig von Puttkamer
- Jacek Antoni Puttkamer
- Johanna von Puttkamer
- Robert von Puttkamer
- Wawrzyniec Puttkamer

## Siedziby
- Cetyń  - pałac[2].
- Barcino - pałac
- Barnowo - dwór
- Pałac w Główczycach
- Pałac w Grąbkowie
- Karzcino - pałac
- Pałac w Karzniczce
- Pałac w Kołczygłówkach
- Łosino - pałac
- Łubno - pałac
- Łupawa - pałac[2]
- Pałac w Niepoględziu[3]
- Zamek w Pęzinie
- Pałac w Trzebielinie
- Wierszyno - dwór[2]
- Wolinia  - pałac